# Blecua y Torres
Blecua y Torres (aragónul Blecua-Torres) település Spanyolországban, Huesca tartományban. Blecua y Torres Sesa, Novales, Argavieso, Alcalá del Obispo, Angüés és Antillón községekkel határos. Lakosainak száma 172 fő (2024).

## Népesség
A település népessége az utóbbi években az alábbiak szerint változott:
| Lakosok száma | 184  | 189  | 195  | 192  | 215  | 202  | 202  | 182  | 179  | 172  |
|               | 2001 | 2004 | 2006 | 2009 | 2011 | 2014 | 2016 | 2019 | 2021 | 2024 |